# Детур-Вілледж (Мічиган)
Детур-Вілледж (англ. DeTour Village) — селище (англ. village) в США, в окрузі Чиппева штату Мічиган. Населення — 263 особи (2020).

## Географія
Детур-Вілледж розташований за координатами 45°58′59″ пн. ш. 83°54′48″ зх. д. / 45.98306° пн. ш. 83.91333° зх. д. (45.983007, -83.913234).  За даними Бюро перепису населення США в 2010 році селище мало площу 21,70 км², з яких 9,18 км² — суходіл та 12,52 км² — водойми.

## Демографія
Згідно з переписом 2010 року, у селищі мешкало 325 осіб у 166 домогосподарствах у складі 96 родин. Густота населення становила 15 осіб/км².  Було 307 помешкань (14/км²).
Расовий склад населення:
| - 82,8 % — білих - 12,9 % — корінних американців |

До двох чи більше рас належало 4,3 %. Частка іспаномовних становила 0,6 % від усіх жителів.
За віковим діапазоном населення розподілялося таким чином: 15,4 % — особи молодші 18 років, 46,4 % — особи у віці 18—64 років, 38,2 % — особи у віці 65 років та старші. Медіана віку мешканця становила 57,6 року. На 100 осіб жіночої статі у селищі припадало 98,2 чоловіків;  на 100 жінок у віці від 18 років та старших — 93,7 чоловіків також старших 18 років.
Середній дохід на одне домашнє господарство  становив 42 211 долар США (медіана — 28 917), а середній дохід на одну сім'ю — 53 425 доларів (медіана — 45 625). Медіана доходів становила 45 000 доларів для чоловіків та 23 125 доларів для жінок. За межею бідності перебувало 11,9 % осіб, у тому числі 16,7 % дітей у віці до 18 років та 5,1 % осіб у віці 65 років та старших.
Цивільне працевлаштоване населення становило 66 осіб. Основні галузі зайнятості: освіта, охорона здоров'я та соціальна допомога — 21,2 %, роздрібна торгівля — 18,2 %, мистецтво, розваги та відпочинок — 15,2 %.